# Jim Gottfridsson

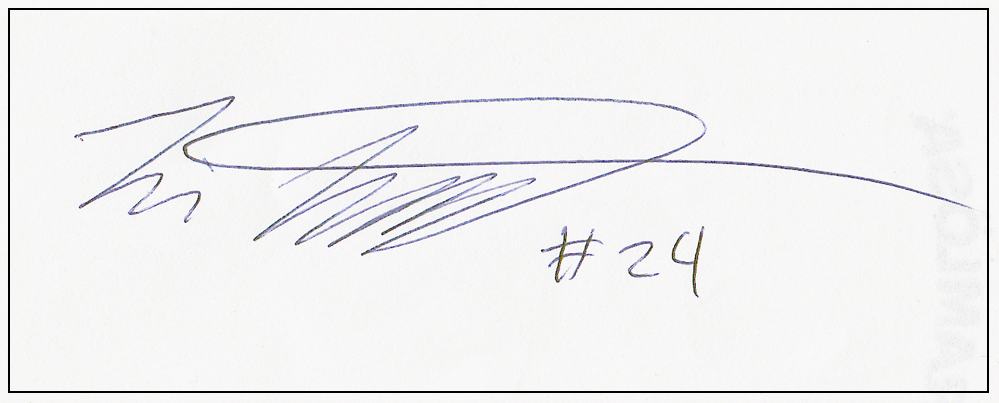
Jim Gottfridssons autograf, 2013.

Jim Gottfridsson, född 2 september 1992 i Ystad, är en svensk handbollsspelare. Han är högerhänt och spelar i anfall som mittnia. Han spelar sedan säsongen 2013/2014 för SG Flensburg-Handewitt i Handball-Bundesliga. Han blev nominerad till röstningen för Årets bästa handbollsspelare i världen 2021 av IHF.

## Handbollskarriär

### Klubblagsspel
Jim Gottfridsson började karriären 1996 i IFK Ystad. Ystads IF värvade honom därifrån efter säsongen 2010/2011 då han slutade på tredje plats i den Allsvenska skytteligan med 160 mål. 2013 lämnade han Sverige för tyska bundesliga, och har sedan dess spelat för SG Flensburg-Handewitt. Säsongen 2020/21 blev han framröstad som MVP i den tyska ligan.

### Landslagsspel
Jim Gottfridsson gjorde 115 mål under 21 landskamper för U19-landslaget. Under U19-VM 2011 i Argentina, då Sverige vann brons, blev han skyttekung med sina 58 mål på sju matcher och utsedd till Turneringens mest värdefulla spelare. Han debuterade i A-landslaget 2012 mot Ukraina. Sedan dess har han spelat 10 mästerskap OS 2016, VM 2017, EM 2018, VM 2019, EM 2020, VM 2021, OS 2021, EM 2022, VM 2023, och EM 2024. 

## Meriter
Med klubblag
- Champions League-mästare 2014 med SG Flensburg-Handewitt
- European League-mästare 2024 och 2025 med SG Flensburg-Handewitt
- Tysk cupmästare 2015 med SG Flensburg-Handewitt
- Tysk mästare 2018 och 2019 med SG Flensburg-Handewitt
- Tysk supercupmästare 2019 med SG Flensburg-Handewitt

Med landslag
- U19-VM 2011 i Argentina:  Brons
- OS 2016 i Rio de Janeiro: 11:a
- VM 2017 i Frankrike: 6:a
- EM 2018 i Kroatien:  Silver
- VM 2019 i Danmark och Tyskland: 5:a
- EM 2020 i Sverige, Norge och Österrike: 7:a
- VM 2021 i Egypten:  Silver
- OS 2020 i Tokyo: 5:a
- EM 2022 i Slovakien och Ungern:  Guld
- VM 2023 i Sverige och Polen: 4:a
- EM 2024 i Tyskland:  Brons

Individuella utmärkelser
- MVP och bäste målskytt vid U19-VM 2011 i Argentina
- MVP vid EM 2018 i Kroatien och EM 2022 i Ungern och Slovakien
- Årets handbollsspelare i Sverige 2018 och 2022
- All-Star Team vid VM 2021 i Egypten
- MVP Handball-Bundesliga 2020/21
- Utsedd till Årets bästa handbollsspelare i världen 2022 av webbsidan Handball-Planet[10]